# Mikael Wiström
Mats Mikael Wiström, född 2 december 1950 i Oscars församling i Stockholm, är en svensk regissör, filmproducent, manusförfattare och filmfotograf.
Wiström utbildade sig vid regilinjen på Dramatiska Institutet i Stockholm  åren 1979–1981 och började därefter att arbeta som frilansande filmare. Han har även undervisat vid Dramatiska Institutet samt arbetat som journalist. Han driver bolaget Månharen Film & TV.
För sin film Familia (2010) tilldelades Wiström två priser för "bästa dokumentärfilm": ett vid filmfestivalen i Bratislava och ett vid Karlovy Vary International Film Festival.

## Filmografi
Foto
- 1998 – The Stars We Are
- 2004 – Compadre

Manus
- 1981 – Över mitt huvud flyr himlen
- 1985 – Närkampen
- 1989 – Brev till paradiset
- 1989 – Exil – en mors berättelse
- 2010 – Familia
- 2015 – Storm över Anderna

Producent
- 1989 – Exil – en mors berättelse
- 1996 – Vredens barn
- 2004 – Compadre
- 2010 – Familia
- 2015 – Storm över Anderna

Regi
- 1981 – Över mitt huvud flyr himlen
- 1985 – Närkampen
- 1989 – Brev till paradiset
- 1989 – Exil – en mors berättelse
- 1993 – Den andra stranden
- 1996 – Vredens barn
- 2004 – Compadre
- 2007 – Tillflykt
- 2010 – Familia
- 2015 – Storm över Anderna

### Fotnoter
1. 1 2  ”Mikael Wiström”. Svensk Filmdatabas. http://www.sfi.se/sv/svensk-filmdatabas/Item/?type=PERSON&itemid=168622&iv=OVERVIEW. Läst 22 maj 2013.
2. ↑  ”Månharen Film & TV”. Compadre. http://www.compadre.se/. Läst 22 maj 2013.
3. ↑  ”Mikael Wiström”. IMDb.com. http://www.imdb.com/name/nm0936648/?ref_=tt_ov_wr. Läst 22 maj 2013.